# Nabta Playa
Nabta Playa è una depressione situata a circa 800 km dalla città de Il Cairo, in Egitto, o a 100 km dalla famosa località di Abu Simbel. L'area è caratterizzata dalla presenza di numerosi siti archeologici.
Un grande complesso megalitico risalente al V millennio a.C. appare orientato secondo i punti del sorgere e del tramontare del Sole in determinati periodi dell'anno.
Nabta Playa venne scoperta nel 1974 da Fred Wendorf e nel 1977 McKim Malville ne decifrò il significato astronomico.

## Neolitico sahariano

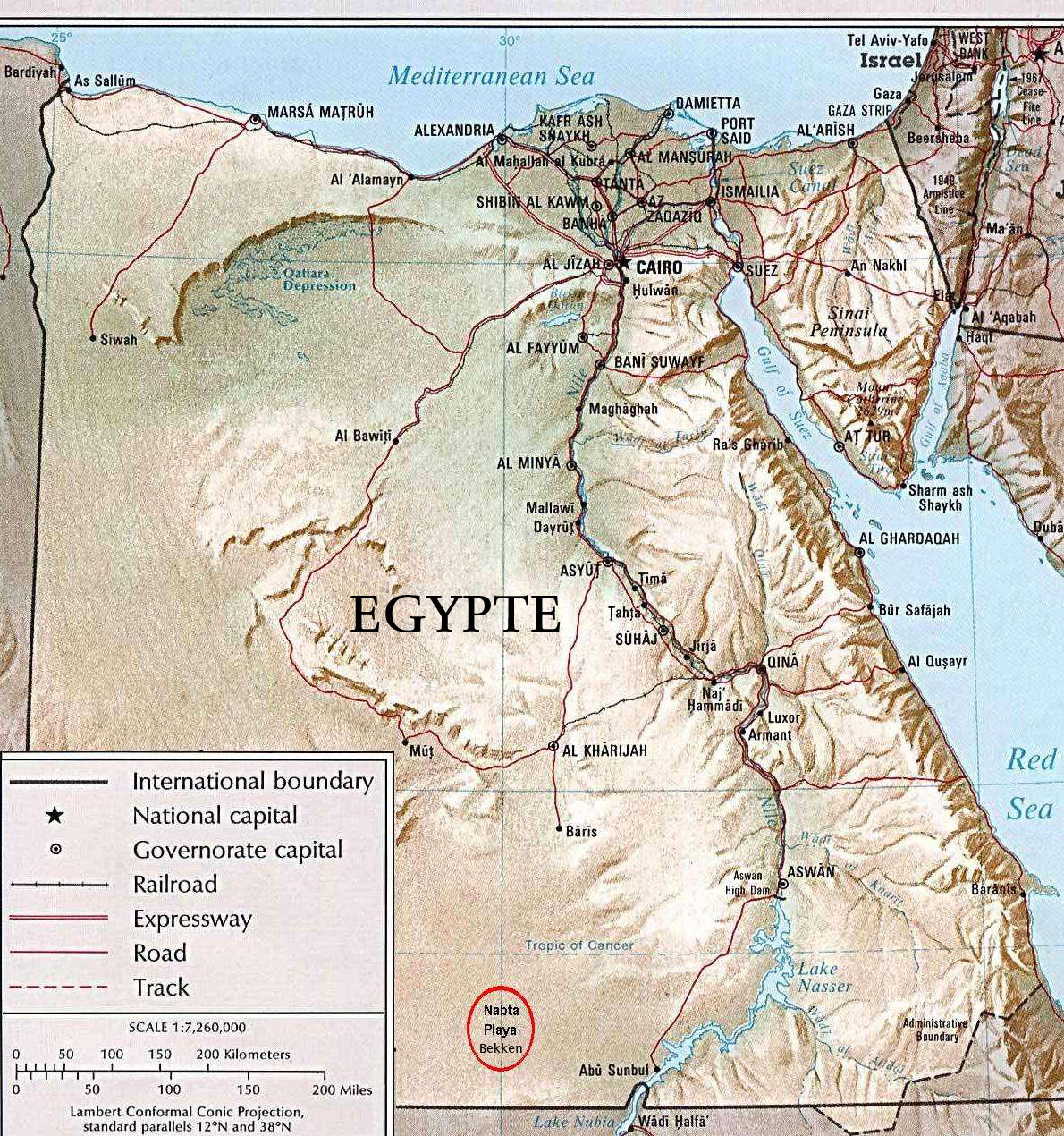
Localizzazione di Nabta Playa

Nabta Playa prende il nome dalla montagna che sorge nelle vicinanze della depressione dove, durante il neolitico sahariano, vi era uno dei tanti bacini lacustri. 
Il lago si prosciugava durante la stagione secca ed aumentava di livello in estate durante le piogge recate dal monsone, che in quell'epoca era molto più a nord.
Per questo motivo, il sito archeologico di Nabta era popolato solo periodicamente e gli insediamenti più antichi risalgono ad oltre 10580 anni fa come attestano le datazioni al Carbonio-14 sui carboni di legna e resti vegetali.
Reperti così antichi non sono stati rinvenuti nella Valle del Nilo e ciò avvalora l'ipotesi che fu la popolazione del Sahara la prima civiltà del mondo e la prima cultura africana da cui sarebbe derivata in epoca successiva la civiltà egizia.
Verso il 7500, dopo lunghi periodi di siccità e con il ritorno delle piogge monsoniche, tornarono a Nabta Playa le popolazioni nomadi e seminomadi che iniziarono un'evoluzione caratterizzata da numerosi reperti e strutture.

## Popolazione
La popolazione di Nabta Playa all'inizio del neolitico sahariano dipendeva dalla caccia, non praticava l'agricoltura e non produceva manufatti in ceramica. Viveva in capanne ovali o circolari in gruppi, ma non era stanziale.
Sono stati rinvenuti graminacee, semi e tuberi dovuti alla raccolta di piante selvatiche mentre l'industria litica ha restituito prevalentemente lame, raschietti e macine.
Solo verso la fine del neolitico comparvero numerosi manufatti in selce, punte in osso, conchiglie e la ceramica. Questa, che era comparsa inizialmente con piccole ciotole dalla decorazione impressa a rete oppure ondulata, si evolve con manufatti bruniti.
Iniziava l'allevamento del bestiame, particolarmente dei bovini dalle grandi corna lunate, la cui importanza è rivelata dalle numerose sepolture di animali sacrificati come la sepoltura del toro (o del vitello).
L'agricoltura ebbe inizio alla fine del Neolitico con la coltivazione di cereali quali miglio e sorgo.
Verso il 3400 a.C. aumentava la desertificazione ed i nomadi sahariani di Nabta si spostarono in cerca di acqua per gli allevamenti sulle rive del Nilo, si amalgamarono con i popoli della Valle, divennero stanziali ed iniziarono la lunga evoluzione della civiltà egizia.

## Strutture

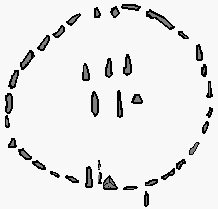
Carta della struttura del circolo calendariale

Le strutture ritrovate a Nabta sono 30 costruzioni in pietra con pozzi per l'acqua, pozzetti per la conservazione di granaglie o per la cottura di cibi, focolari, pavimenti.
Comparvero varie costruzioni megalitiche circolari o lineari, monoliti e numerosi tumuli circolari. La più nota, detta "Circolo calendariale", è formata da megaliti detti menhir, disposti in un circolo centrale detto cromlech e con allineamenti di tipo radiale.
Nel circolo centrale erano poste due coppie di monoliti di cui una in direzione Nord-Est, cioè orientata al sorgere del sole nel solstizio di circa seimila anni fa.
Era quindi una struttura per misurare il tempo, l'inizio dell'estate e delle grandi piogge in cui il sole era allo zenit del Tropico del Cancro.
Il complesso anticipa di oltre mille anni quello di Stonehenge ed è nel suo genere il più antico del mondo.
Per edificare costruzioni megalitiche il popolo di Nabta Playa era organizzato socialmente, con conoscenze matematiche ed astronomiche, poiché recenti ricerche ipotizzano un collegamento con il movimento della costellazione di Orione e la precessione degli equinozi, mentre McKim Malville ipotizza anche una connessione con l'Orsa Maggiore.
Sostanzialmente i megaliti sono orientati a Nord, punto importante per gli Egizi dell'Antico Regno, che credevano che il defunto entrasse nella Duat proprio da nord dove, come recitano i Testi delle piramidi, "le stelle non tramontano mai". Solo dopo alcuni secoli l'ingresso alla Duat verrà spostato ad Ovest.
Per proteggre il sito archeologico, ancora solo parzialmente studiato, il circolo del calendario è stato spostato e ricostruito presso il Museo nubiano di Assuan.

## Divinità
L'antico popolo di Nabta Playa aveva una divinità femminile dall'aspetto di vacca, simbolo di fertilità, e della quale è stato ritrovato, su un monolito, il graffito, che anticipava il culto di Hathor.
Vi era anche il culto del bestiame bovino in genere, testimoniato con sacrifici di animali in riti celebrati soprattutto in occasione del solstizio e testimoniato dalla presenza di sepolture di animali.
Secondo Wendorf e Schild il sito sarebbe stato anche un luogo destinato al culto dell'acqua.